# Марісса Кастеллі
Марісса Кастеллі (англ. Marissa Castelli; нар. 20 серпня 1990 у Провіденсі, США) — американська фігуристка, яка виступає у парному фігурному катанні з Саймоном Шнапіром. Пара — бронзовий призер Олімпійських ігор в командних змаганнях у 2014 році та бронзові призери чемпіонату світу серед юніорів 2009 року.
Станом на лютий 2014 пара займає 9-е місце в рейтингу Міжнародного союзу ковзанярів (ІСУ).

## Кар'єра

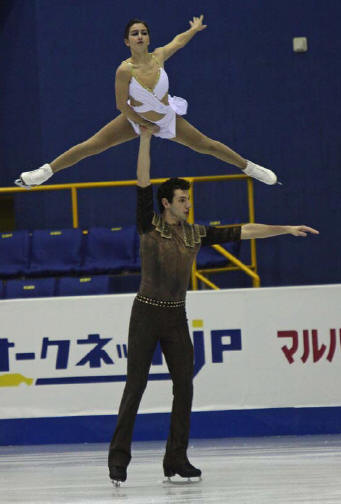

Марісса почала кататися на ковзанах у три роки. Її мати працювала тренером з фігурного катання. Парним катанням Марісса зайнялася коли їй було 15 років. Першим партнером став Бред Віджаріто.
У пару з Симоном Шнапіром Марісса встала в 2006 році. Вперше на міжнародний рівень пара вийшла в сезоні 2007 — 2008 взявши участь в юніорській серії Гран-прі на етапі в Естонії, але там вони зайняли не високе 10-е місце. При цьому на національному рівні вони ще виступали у категорії «новачків», і в цій категорії стали бронзовими призерами чемпіонату США.
Паралельно з парним катанням, Марісса до сезону 2008 — 2009 виступала і як одиночниця. Однак, тут їй не вдалося жодного разу відібратися на чемпіонат США.
У сезоні 2008 — 2009, пара, єдині з американських юніорських спортивних пар, пройшли до фіналу серії Гран-прі, де посіли шосте місце. Національний чемпіонат серед юніорів вони закінчили на третьому місці та отримали путівку на чемпіонат світу серед юніорів. Там вони стали третіми.

## Спортивні досягнення

### в парному катанні
(з С. Шнапіром) 
| Змагання                                    | 2006 — 2007 | 2007 — 2008 | 2008 — 2009 | 2009 — 2010 | 2010 — 2011 | 2011 — 2012 | 2012 — 2013 |
| ------------------------------------------- | ----------- | ----------- | ----------- | ----------- | ----------- | ----------- | ----------- |
| Чемпіонати світу                            |             |             |             |             |             |             | 13          |
| Чемпіонати чотирьох континентів             |             |             |             | 10          |             |             | 3           |
| Чемпіонати світу серед юніорів              |             |             | 3           |             |             |             |             |
| Чемпіонати США                              | 9N.         | 3N.         | 3J.         | 10          | 5           | 5           | 1           |
| Етапи Гран-прі: NHK Trophy                  |             |             |             |             |             | 7           | 3           |
| Етапи Гран-прі: Skate America               |             |             |             |             | 6           |             | 5           |
| Етапи Гран-прі: Skate Canada                |             |             |             |             | 4           |             |             |
| Етапи Гран-прі: Trophée Eric Bompard        |             |             |             | 7           |             |             |             |
| Меморіал Ондрея Непела                      |             |             |             |             |             | 4           |             |
| Icechallenge                                |             |             |             |             |             |             | 1           |
| Фінали юніорського Гран-прі                 |             |             | 6           |             |             |             |             |
| Етапи юніорського Гран-прі, Велика Британія |             |             | 4           |             |             |             |             |
| Етапи юніорського Гран-прі, Чехія           |             |             | 4           |             |             |             |             |
| Етапи юніорського Гран-прі, Естонія         |             | 10          |             |             |             |             |             |

- N = рівень «новачки»; J = рівень «юніори»

### В одиночному катанні
| Змагання              | 2006 — 2007 | 2007 — 2008 |
| --------------------- | ----------- | ----------- |
| Eastern Sectionals    | 9N.         | 11N.        |
| New England Regionals | 4N.         |             |

- N = рівень «новачки»